# William Gascoigne
Pour les articles homonymes, voir Gascoigne.
William Gascoigne (° 1612; † 2 juillet 1644) était un astronome, mathématicien et un constructeur d'instruments  scientifiques. Il a inventé le micromètre. Il appartenait aux "Nos Keplari", un groupe d'astronomes du nord de l'Angleterre qui étaient partisans de l'astronomie de Johannes Kepler. Ce groupe comprenait aussi Jeremiah Horrocks et William Crabtree.

## Biographie et œuvre
Gascoigne est né à Middleton, Leeds, Angleterre, en 1612, fils d'un petit gentilhomme provincial. Son père était Henry Gascoigne, écuyer de Thorpe on the Hill dans la paroisse de Rothwell, près de  Leeds, Yorkshire. Sa mère était Margaret Jane, fille de William Cartwright.

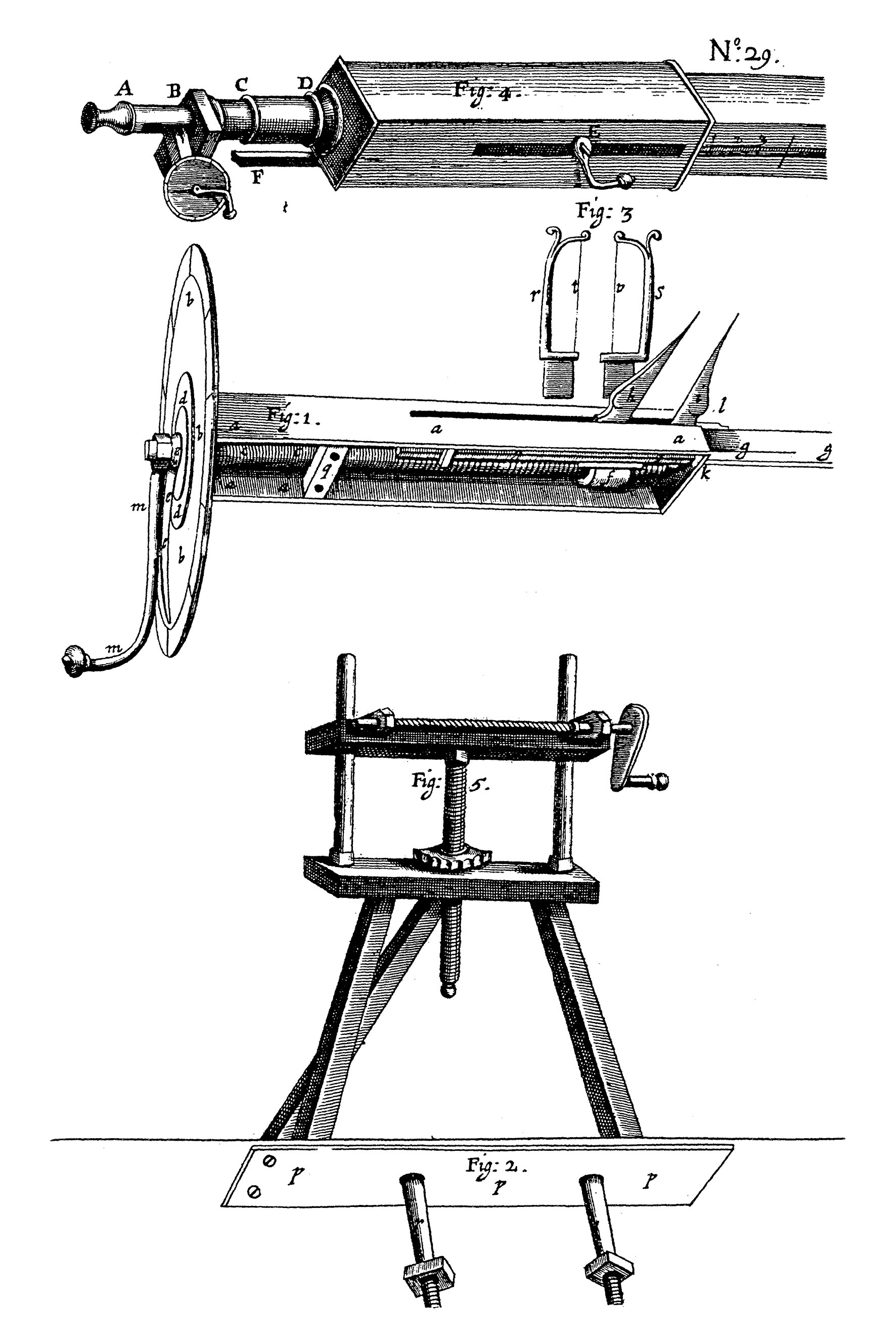
Micromètre de Gascoigne, dessin de Robert Hooke

À la fin des années 1630, Gascoigne travaillait avec un système optique de Kepler quand un fil d'une toile d'araignée vint se placer par hasard au point focal du système des deux lentilles. Lorsqu'il a regardé à travers le système, Gascoigne vit le fil brillant et net dans le champ de vue. Il a alors réalisé qu'il pouvait plus précisément pointer la lunette en utilisant le fil comme guide, et il venait d'inventer le viseur de télescope en plaçant des fils croisés au point focal pour définir le centre du champ de vue. Il a ajouté ce système à un sextant copié sur l'instrument utilisé par Tycho Brahe, bien que le sextant de Tycho était seulement un instrument employé à l'œil-nu. Le sextant avait cinq pieds de rayon, et était capable de mesurer les distances entre des objets célestes, telles que l'angle entre la Lune et une étoile fixe, avec un degré de précision inégalé auparavant. Gascoigne a alors compris qu'en utilisant deux points, dont la séparation peut être ajustée au moyen d'une vis, il pouvait mesurer la taille de l'image comprise entre ces deux points. Connaissant le pas de vis utilisé, et la longueur focale des lentilles produisant l'image, il pouvait calculer la taille de l'objet, tel que la Lune ou les planètes, à un degré de précision jusqu'ici jamais atteint.
Gascoigne a probablement rencontré l'astronome William Crabtree en 1640. Après avoir fait des observations au domicile de Gascoigne, Crabtree a été très intéressé par ces inventions et a immédiatement compris leur importance. De retour chez lui à Broughton Spout, près de Manchester, il a écrit à Gascoigne lui demandant s'il pouvait obtenir de tels instruments et il a également écrit à son ami Jeremiah Horrocks au sujet de ceux-ci. Malheureusement Horrocks est mort avant d'avoir pu essayer les instruments, mais Crabtree et Gascoigne ont pu les employer pour essayer de corroborer les théories d'Horrocks sur l'orbite elliptique de la Lune.
L'invention a été ensuite reprise et améliorée par le scientifique et astronome Richard Towneley qui était le neveu de Christopher Towneley, ami de Gascoigne. Towneley plus tard attira l'attention de Robert Hooke sur cet instrument, et ce dernier l'a utilisé pour calculer la taille des comètes et autres corps célestes. Le micromètre est resté l'instrument incontournable des mesures astronomiques jusqu'au XXe siècle.
En 1642, la guerre civile éclate en Angleterre, et Gascoigne a reçu une commission comme fournisseur du Yorkshire pour l'armée du Roi Charles Ier. Gascoigne est mort à la bataille de Marston Moor, Yorkshire, le 2 juillet 1644, où est mort également Charles Towneley, le père de son ami Richard Towneley.
Après la mort de Gascoigne, quelques-uns de ses papiers et fragments de la correspondance entre Crabtree et Gascoigne sont arrivés entre les mains de Christopher et Richard Towneley. Ceux-ci les ont transmis à John Flamsteed, le premier Astronome Royal, qui a vu dans Horrocks, Crabtree, et Gascoigne les pères fondateurs de la recherche britannique en astronomie et les héritiers spirituels de Galilée et Kepler. Il a commencé son imposante Historia Coelestis Britannica en trois volumes (1725) en éditant entre 1638 et 1643 cinq pages de leurs lettres et observations subsistantes.
Une grande partie des papiers et correspondance de Gascoigne a été perdue durant la Guerre Civile  et plus tard lors du Grand incendie de Londres. La majeure partie de ce qui subsiste est conservée à la Bibliothèque bodléienne de l'Université d'Oxford.